# Пливање на Летњим олимпијским играма 2024 — 4×100 м мешовито за жене
Трке штафета на 4×100 метара мешовитим стилом за жене на Летњим олимпијским играма 2024. одржале су се 3. августа (квалификације) и 4. августа (финале) на базену Дефанс арене у Паризу. Ова трка је тако по 17. пут била део званичног олимпијског програма од њеног званичног дебија на ЛОИ 1960. године. 
За трке у овој дисциплини било је пријављено 16 штафета из исто толико земаља, за које су пливале укупно 79 такмичарки.
Златну медаљу освојила је штафета Сједињених Држава, за коју су у финалу пливале Реган Смит, Лили Кинг, Гречен Волш и Тори Хаск. Американке су у финалу испливале и време новог светског рекорда, који сада износи 3:49.63 минута. Сребро је припало штафети Аустралије, док су бронзу освојиле Кинескиње. 

## Освајачи медаља
| | Резултат   | | Резултат | | Резултат |
| |            | |          | |          |
| Сједињене Америчке ДржавеРеган Смит (57.28) · Лили Кинг (1:04.90) · Гречен Волш (55.03) · Тори Хаск (52.42) · Кетрин Беркоф · Ема Вебер · Алекс Шакел · Кејт Даглас | 3:49.63 СР | АустралијаКајли Макион (57.72) · Џена Страуч (1:07.31) · Ема Макеон (56.25) · Моли Окалахан (51.83) · Јона Андерсон · Ела Ремзи · Александрија Перкинс · Мег Харис | 3:53.11  | КинаВан Летјен (59.81) · Танг Ћентинг (1:05.79) · Џанг Јуфеј (55.52) · Јанг Ђуенсјуен (52.11) · Ванг Сјуер · Ју Јитинг · Ву Ћингфенг | 3:53.23  |

## Званични рекорди
Пре почетка такмичења, званични рекорди у овој дисциплини су били следећи:
|                      | Име              | Резултат | Место                  | Датум           |
| -------------------- | ---------------- | -------- | ---------------------- | --------------- |
| Светски рекорд СР    | Сједињене Државе | 3:50.40  | Квангџу (Јужна Кореја) | 28. јул 2019.   |
| Олимпијски рекорд ОР | Аустралија       | 3:51.60  | Токио (Јапан)          | 1. август 2021. |

Током трајања такмичења постављен је следећи рекорд:
|                   | Име              | Резултат | Трка   | Датум           |
| ----------------- | ---------------- | -------- | ------ | --------------- |
| Светски рекорд СР | Сједињене Државе | 3:49.63  | финале | 4. август 2024. |

## Квалификационе норме
Код штафетних трка директан пласман на Игре у Паризу оствариле су по три првопласиране штафете са Светског првенства 2023. у Фукуоки, док је преосталих 13 учесника одређено на основу комбиноване ранг-листе базиране на резултатима постигнутим током 2023. и 2024. године.

## Резултати квалификација
Квалификационе трке у дисциплини 4×100 метара мешовито за жене су пливане 3. августа у јутарњем делу програма, са почетком од 12.52 часова по локалном времену (UTC+2). Пливало се у две квалификационе групе, а пласман у финале је остварило 8 штафета са најбољим резултатима.
| Пласман | Трка | Стаза | НОК | Резултат | Нап |
| ------- | ---- | ----- | --- | -------- | --- |
| 1.      | 1    | 4     | Аустралија · Јона Андерсон (58.67) · Ела Ремзи (1:06.79) · Александрија Перкинс (56.59) · Мег Харис (52.76)               | 3:54.81  | КВ  |
| 2.      | 2    | 5     | Канада · Ингрид Вилм (59.42) · Софи Ангус (1:06.07) · Мери Софи Харви (57.68) · Пени Олексијак (52.93)                    | 3:56.10  | КВ  |
| 3.      | 1    | 5     | Кина · Ванг Сјуер (59.75) · Танг Ћентинг (1:05.74) · Ју Јитинг (56.60) · Ву Ћингфенг (54.25)                              | 3:56.34  | КВ  |
| 4.      | 2    | 4     | Сједињене Америчке Државе · Кетрин Беркоф (58.98) · Ема Вебер (1:07.39) · Алекс Шакел (57.32) · Кејт Даглас (52.71)       | 3:56.40  | КВ  |
| 5.      | 2    | 6     | Јапан · Рјо Ширај (1:00.91) · Сатоми Сузуки (1:05.52) · Мизуки Хирај (56.32) · Рикако Ике (53.77)                         | 3:56.52  | КВ  |
| 6.      | 2    | 3     | Шведска · Хана Росвал (1:00.16) · Софи Хансон (1:07.24) · Луис Хансон (56.62) · Сара Шестрем (53.31)                      | 3:57.33  | КВ  |
| 7.      | 1    | 6     | Француска · Ема Теребо (59.16) · Шарлот Боне (1:07.40) · Мари Вател (57.19) · Мари Амбре Молу (53.65)                     | 3:57.40  | КВ  |
| 8.      | 1    | 3     | Холандија · Мајке де Вард (1:00.19) · Тес Схаутен (1:07.88) · Теса Гиле (57.01) · Марит Стенберген (52.40)                | 3:57.48  | КВ  |
| 9.      | 1    | 7     | Немачка · Лаура Ридеман (1:01.05) · Ана Елент (1:05.92) · Ангелина Келер (56.74) · Нина Холт (54.41)                      | 3:58.12  |     |
| 10.     | 2    | 2     | Уједињено Краљевство · Кетлин Досон (1:00.67) · Ангарад Еванс (1:05.40) · Кијана Макинес (58.72) · Фреја Андерсон (53.55) | 3:58.34  |     |
| 11.     | 2    | 1     | Ирска · Данијел Хил (1:00.84) · Мона Макшари (1:05.38) · Елен Волш (58.01) · Грејс Дејвисон (55.89)                       | 4:00.12  | НР  |
| 12.     | 1    | 2     | Пољска · Адела Пискорска (1:00.96) · Доминика Штандера (1:07.39) · Паулина Педа (58.66) · Корнелија Фједкјевич (53.93)    | 4:00.94  |     |
| 13.     | 1    | 1     | Хонгконг · Стефани Ау (1:01.49) · Шивон Хохи (1:07.01) · Натали Кан (59.76) · Хој Ламтам (55.30)                          | 4:03.56  |     |
| 14.     | 2    | 8     | Сингапур · Левенија Сим (1:02.30) · Летиша Сим (1:06.76) · Ке Ђингвен (59.94) · Јен Синхуеј (56.58)                       | 4:05.58  |     |
| 15      | 1    | 8     | Данска · Шастине Табор · Теа Бломстерберг · Мартине Дамборг · Елизабет Саброе Ебесен                                      |          | ДСК |
| 15      | 2    | 7     | Италија · Маргерита Панцијера · Бенедета Пилато · Виола Ското ди Карло · Софија Морини                                    |          | ДСК |

## Резултати финала
Финална трка је пливана 4. августа у вечерњем делу програма, са почетком од 19.32 часова по локалном времену.
| Пласман | Стаза | Пливачице | Резултат | Нап. |
| ------- | ----- | --- | -------- | ---- |
|         | 6     | Сједињене Америчке Државе · Реган Смит (57.28) ОР · Лили Кинг (1:04.90) · Гречен Волш (55.03) · Тори Хаск (52.42) | 3:49.63  | СР   |
| 2       | 4     | Аустралија · Кајли Макион (57.72) · Џена Страуч (1:07.31) · Ема Макеон (56.25) · Моли Окалахан (51.83)            | 3:53.11  |      |
| 3       | 3     | Кина · Ван Летјен (59.81) · Танг Ћентинг (1:05.79) · Џанг Јуфеј (55.52) · Јанг Ђуенсјуен (52.11)                  | 3:53.23  |      |
| 4.      | 5     | Канада · Кајли Мејс (58.29) · Софи Ангус (1:06.54) · Маргарет Мак Нил (55.79) · Самер Макинтош (53.29)            | 3:53.91  |      |
| 5.      | 2     | Јапан · Рјо Ширај (1:01.24) · Сатоми Сузуки (1:05.08) · Мизуки Хирај (56.27) · Рикако Ике (53.58)                 | 3:56.17  |      |
| 6.      | 1     | Француска · Ема Теребо (59.00) · Шарлот Боне (1:06.85) · Мари Вател (57.29) · Берил Гасталдело (53.15)            | 3:56.29  | НР   |
| 7.      | 7     | Шведска · Хана Росвал (1:00.38) · Софи Хансон (1:06.24) · Луис Хансон (56.95) · Сара Шестрем (53.35)              | 3:56.92  |      |
| 8.      | 8     | Холандија · Мајке де Вард (59.91) · Тес Схаутен (1:08.55) · Теса Гиле (57.51) · Марит Стенберген (53.55)          | 3:59.52  |      |